# Miklós Radnóti
Miklós Radnóti (Budapest, 5 maggio 1909 – Abda, 10 novembre 1944) è stato un poeta ungherese.

## Biografia
Studiò filosofia all'Università di Seghedino. Essendo ebreo, non poté esercitare la professione d'insegnante; fu quindi perseguitato, rinchiuso in vari campi di concentramento in Ungheria e in Serbia e infine fucilato. Nei suoi vestiti, rintracciati in una fossa comune, venne trovato il suo ultimo taccuino di versi.
Nella contemporanea poesia ungherese, Radnóti va collocato tra le voci nuove della corrente di ispirazione popolare, manifestatasi a partire dagli anni Trenta del secolo scorso, e precisamente tra i poeti la cui tematica è più legata ai problemi e alle trasformazioni delle città.
Lirico pregevole, scrisse anche un libro autobiografico e fu ottimo traduttore, specialmente di poeti francesi.
Al ritrovamento delle sue poesie insieme al cadavere è dedicato un capitolo di Ogni storia è una storia d'amore di Alessandro D'Avenia.

## Opere
- Saluto pagano, del 1930.
- Novilunio, del 1935.
- Cammina pure, condannato a morte, del 1936.
- Strada ripida, del 1938.
- Nel segno dei gemelli, del 1940 (autobiografia).

In italiano sono state pubblicate delle antologie (in ordine cronologico):
- Poesie scelte, a cura di Laszlo Palinkas, Firenze, Sansoni, stampa 1958.
- Ora la morte e un fiore di pazienza e altre poesie, tradotte da Edith Bruck e Nelo Risi, Roma, L'Europa letteraria, 1964 (estratto da L'Europa letteraria, n. 33, 1964).
- Scritto verso la morte, introduzione di Gabor Tolnay; traduzione di Marinka Dallos e Gianni Toti; illustrazioni Janos Orosz e di Ennio Calabria, Roma, Salvatore Sciascia, stampa 1964.
- Ero fiore e sono diventato radice, a cura di M. Dallos e G. Tati, Fahrenheit 451, 1995. ISBN 978-88-86095-24-2.
- Poesie, traduzione di Bruna Dell'Agnese e Anna Weisz Rado, Roma, Bulzoni, 1999. Testo originale a fronte. ISBN 88-8319-326-1.
- Mi capirebbero le scimmie, a cura di Edith Bruck, Donzelli, 2009. Testo originale a fronte. ISBN 978-88-6036-324-4.
- Il mese dei Gemelli, introduzione e traduzione di Andrea Rényi, con poesie tradotte da Marinka Dallos e Gianni Toti, Infinito Edizioni, 2021. ISBN 9788868615635